# پیر دنیل انگویندا
پیر دنیل انگویندا (انگلیسی: Pierre-Daniel N'Guinda؛ زادهٔ ۱۸ ژوئن ۱۹۹۶) بازیکن فوتبال اهل فرانسه است.
از باشگاه‌هایی که در آن بازی کرده‌است می‌توان به باشگاه فوتبال سرکل بروژ اشاره کرد.